# Partners in Crime (1961)
Partners in Crime (übersetzt „Partner im Verbrechen“) ist ein britischer Kriminalfilm von Peter Duffell aus dem Jahr 1961. Produziert wurde er von der Filmgesellschaft Merton Park Studios. Das Drehbuch stammt von Robert Banks Stewart und baut auf dem Roman The Man Who Knew von Edgar Wallace auf; mit dem Roman Partners in Crime (dt.: Die Büchse der Pandora) hat der Film außer dem gleichen Namen nichts zu tun. Der Film war einer der ersten Teile der Edgar Wallace Mysteries, einer Serie von 47 Edgar-Wallace-Verfilmungen der Merton Park Studios zwischen 1960 und 1965; in Deutschland wurde er nie gezeigt.

## Handlung
Der Großunternehmer Harold Strickland wird in seinem Büro erschossen aufgefunden, und die Polizei geht davon aus, dass er einen Einbrecher überrascht hatte und von diesem erschossen wurde. Es stellt sich jedoch heraus, dass der Auftragsmörder Rex Holland von Stricklands Partner Merril beauftragt wurde, ihn zu töten. Über die Tatwaffe, die von zwei Jugendlichen gefunden wurde, nimmt die Polizei die Spur zu Merril auf, der sich zur Hilfe an Holland wendet. Von diesem wird er jedoch betrogen, Holland selbst wird allerdings bei einem Brand in seinem Versteck getötet.

## Kritiken
Joachim Kramp und Jürgen Wehnert zitieren in ihrem Das Edgar Wallace Lexikon von 2004 eine Kritik des Daily Cinema von 1961 zum Film, in der dieser als „eine ausgezeichnete Ergänzung der Edgar-Wallace-Serie“ bezeichnet wurde. Die Kritik des Monthly Film Bulletin aus dem gleichen Jahr fällt jedoch deutlich schlechter aus: „Ein weiterer wenig aufregender Film in der Edgar-Wallace-Serie mit wenig oder überhaupt keiner Raffinesse oder Originalität. Lediglich die Darstellung des Yard-Inspektors durch Bernard Lee ist lobenswert.“

## Belege
1. ↑  
„Partners in Crime.“ In: Joachim Kramp, Jürgen Wehnert: Das Edgar Wallace Lexikon. Leben, Werk, Filme. Es ist unmöglich, von Edgar Wallace nicht gefesselt zu sein! Verlag Schwarzkopf & Schwarzkopf, Berlin 2004; S. 478–479, ISBN 3-89602-508-2.
2. ↑  
Kritik vom Daily Cinema 1961, zitiert nach „Partners in Crime.“ In: Joachim Kramp, Jürgen Wehnert: Das Edgar Wallace Lexikon. Leben, Werk, Filme. Es ist unmöglich, von Edgar Wallace nicht gefesselt zu sein! Verlag Schwarzkopf & Schwarzkopf, Berlin 2004; S. 479, ISBN 3-89602-508-2.
3. ↑  
Kritik vom Monthly Film Bulletin vom Mai 1961, zitiert nach „Partners in Crime.“ In: Joachim Kramp, Jürgen Wehnert: Das Edgar Wallace Lexikon. Leben, Werk, Filme. Es ist unmöglich, von Edgar Wallace nicht gefesselt zu sein! Verlag Schwarzkopf & Schwarzkopf, Berlin 2004; S. 479, ISBN 3-89602-508-2.